# Floricomus nasutus
Floricomus nasutus là một loài nhện trong họ Linyphiidae.
Loài này thuộc chi Floricomus. Floricomus nasutus được James Henry Emerton miêu tả năm 1911.